# Yagyū Mitsuyoshi
Yagyū Mitsuyoshi (jap. 柳生 三厳; * 1607 in Yagyū (Teil des heutigen Nara), Provinz Yamato; † 21. April 1650) auch besser bekannt als Yagyū Jūbē/Jūbei (柳生 十兵衛) war ein japanischer Schwertmeister zu Beginn der Edo-Zeit.

## Leben
Er wurde als ältester Sohn von Yagyū Munenori geboren und wurde zuerst Shichirō (七郎) und später Jūbē Mitsuyoshi genannt. Die Schwertkunst des Shinkage-Ryū erlernte er von seinem Vater.
1619 trat er als Page in den Dienst des Shōgunerben Tokugawa Iemitsu. Als Trainingspartner erwarb er dessen Gunst. Nach einem Zerwürfnis mit Tokugawa Iemitsu ging er 1626 zurück nach Yagyū. Über die folgenden zwölf Jahre ist wenig bekannt. Man vermutet, dass er durch das Land streifte, um seine Fertigkeiten zu verbessern. Er trainierte gelegentlich im Dōjō seines Vaters und war des Öfteren Gast bei Takuan Sōhō. Diese Phase führte zu einer späteren romantischen Verklärung seiner Person und zu einiger Legendenbildung. 1638 wurde er erneut in die Dienste des Shōgun gestellt, als zu der Zeit bester Schwertkämpfer des Shinkage-Ryū.
1642 vollendete er seine bekannteste Schrift Tsuki no shō (月之抄), die das Ergebnis seiner vergleichenden Studien über technische und geistige Problempunkte der Schwertkunst des Stilgründers Kamiizumi Hidetsuna, seines Großvaters Yagyū Muneyoshi und seines Vaters war.
1646 erbte er von seinem Vater ein Lehen mit 8300 Koku. Jedoch nur vier Jahre später am 21. April 1650 verstarb er unerwartet bei einer Falkenjagd an einem Herzanfall.

## Als fiktive Figur in der Populärkultur
Yagyū Jūbē ist eine bekannte Figur in der japanischen Populärkultur. Insbesondere wird er durch das Tragen einer Augenklappe, meist in Form eines Tsuba, charakterisiert. Der Verlust des Auges wird im Allgemeinen durch einen Unfall beim Training mit seinem Vater erklärt. Die Einäugigkeit ist jedoch nicht historisch gesichert.